# リベラ (小惑星)
リベラ (771 Libera) は小惑星帯の小惑星である。ヨーゼフ・レーデンがウィーンで発見した。
発見者の友人に因んで命名された。